# Піровиноградна кислота
Піровиногра́дна кислота́ — органічна кислота, перша із ряду α-кетокислот, тобто містить кетогрупу у α-положенні стосовно карбоксильної. Аніон піровиноградої кислоти називається піруват і є однією із ключових молекул у багатьох метаболічних шляхах. Зокрема піруват утворюється як кінцевий продукт гліколізу, і за аеробних умов може бути далі окиснений до ацетил-коферменту А, який вступає в цикл Кребса. В умовах нестачі кисню піруват перетворюється у реакціях бродіння.
Піровиноградна кислота також є вихідною речовиною для глюконеогенезу — процесу зворотного до гліколізу. Вона є проміжним метаболітом в обміні багатьох амінокислот, а в бактерій використовується як попередник для синтезу деяких із них.

## Фізичні та хімічні властивості
Піровиноградна кислота — це безбарвна рідина із запахом схожим до запаху оцтової кислоти, змішується із водою у будь-яких пропорціях.
Для піровиноградної кислоти характерні всі реакції карбонільної та карбоксильної груп. Через їх взаємний вплив одна на одну реакційна здатність обох груп підсилюється, також це призводить до полегшеної реакції декарбоксилювання (відщеплення карбоксильної групи у формі вуглекислого газу) у присутності сульфатної кислоти або при нагріванні.
Піровиноградна кислота може існувати у формі двох таутомерів енольного та кето, перетворення яких одне в одного легко відбувається без участі ферментів. При pH середовища 7 переважає кетонна форма.

## Біохімія

### Реакції утворення пірувату

Десята реакція гліколізу: перенесення фосфатної групи із фосфоенолпірувату на АДФ. (Риб — рибоза)

Значна частина пірувату в клітинах утворюється як кінцевий продукт гліколізу. В останній (десятій) реакції цього метаболічного шляху фермент піруваткіназа каталізує перенесення фосфатної групи фосфоенолпірувату на АДФ (субстратне фосфорилювання), внаслідок чого утворюється АТФ та піруват в енольній формі, яка швидко таутомеризується у кетонну. Реакція відбувається у присутності іонів калію та магнію або мангану. Процес виражено екзергонічний, стандартна зміна вільної енергії ΔG0 = −61,9 кДж/моль, внаслідок чого реакція є незворотною. Приблизно половина вивільненої енергії запасається у формі фосфодіестерного зв'язку АТФ.

Переамінування аланіну

Також до пірувату метаболізмують шість амінокислот:
- Аланін — в реакції трансамінування з α-кетоглутаратом, що каталізується аланінамінотрансферазою у мітохондріях;
- Триптофан — у 4 кроки перетворюється до аланіну, потім відбувається переамінування;
- Цистеїн — у два кроки: на першому відщеплюється сульфгідрильна група, другий — переамінування;
- Серин — в реакції, що каталізується сериндегідратазою;
- Гліцин — тільки один із трьох можливих шляхів деградації, тільки один закінчується піруватом. Перетворення відбувається через серин у два етапи;
- Треонін — утворення пірувату один із двох шляхів деградації, здійснюється через перетворення у гліцин, а потім — серин).

Ці амінокислоти належать до глюкогенних, тобто таких, з яких в організмі ссавців із них може синтезуватись глюкоза в процесі глюконеогенезу.

## Перетворення пірувату
За аеробних умов у клітинах еукаріот піруват, утворений в гліколізі та інших метаболічних реакціях, транспортується до мітохондрій (якщо не синтезується відразу в цій органелі, як у випадку переамінування аланіну). Тут він перетворюється одним із двох можливих шляхів: або вступає в реакцію окисного декарбоксилювання, продуктом якої є ацетли-кофермент А, або каброксилюється до оксалоацетату, який є вихідною молекулою для глюконеогенезу.
Окисне декарбоксилювання пірувату здійснюється піруватдегідрогеназним мультиензимним комлпексом, до складу якого входять три різні ферменти та п'ять коферментів. В цій реакції від молекули пірувату відщеплюється карбоксильна група у формі CO2, утворений залишок оцтової кислоти переноситься на кофермент А, також відновлюється одна молекула НАД:
Сумарна стандартна зміна вільної енергії становить ΔG0= −33,4 кДж/моль. Утворений НАДН переносить пару електронів в електронтранспортний ланцюг, що дає в кінцевому результаті енергію для синтезу 2,5 молекул АТФ. Ацетил-КоА вступає у цикл Кребса або використовується для інших потреб, наприклад для синтезу жирних кислот.
Більшість клітин за умов достатньої кількості жирних кислот використовують їх, а не глюкозу, як джерело енергії. Внаслідок β-окснення жирних кислот концентрація ацетил-КоА у мітохондріях значно підвищується, і ця речовина діє як негативний модулятор піруватдекарбоксилазного комплексу. Схожий ефект спостерігається у випадку, коли енергетичні потреби клітини низькі: в такому разі збільшується концентрація НАДН у порівнянні із НАД+, що призводить до пригнічення циклу Кребса і накопичення ацетил-КоА.
Ацетил-кофермент А одночасно діє як позитивний алостеричний модулятор для піруваткарбоксилази, яка каталізує перетворення пірувату до оксалоацетату із гідролізом однієї молекули АТФ:
Оскільки оксалоацетат не може транспортуватись через внутрішню мембрану мітохондрій внаслідок відсутності відповідного переносника, він відновлюється до малату, переноситься у цитозоль, де знову окиснюється. На оксалоацетат діє фермент фосфоенолпіруваткарбоксикіназа, що перетворює його у фосфоенолпіруват, використовуючи для цього фосфатну групу ГТФ:
Як видно, ця складна послідовність реакцій є зворотною до останньої реакції гліколізу, і відповідно першою реакцією глюконеогенезу. Такий обхідний шлях використовується, через те, що перетворення фосфоенолпірувату до пірувату дуже екзергонічна необорона реакція.
В еукаріотичних клітинах за анаеробних умов (наприклад в дуже активних скелетних м'язах, занурених у воду рослинних тканинах та со́лідних пухлинах), а також в молочнокислих бактерій, відбувається процес молочнокислого бродіння, за якого піруват є кінцевим акцептором електронів. Приймаючи пару електронів та протонів від НАДН піровиноградна кислота відновлюється до молочної, каталізує реакцію лактатдегідрогеназа (ΔG0=-25,1 кДж/моль).
Ця реакція необхідна для регенерації НАД+, необхідного для протікання гліколізу. Не зважаючи на те, що сумарно в процесі молочнокислого бродіння не відбувається окиснення глюкози (співвідношення C:H як для глюкози, так і для молочної кислоти рівне 1:2), виділеної енергії достатньо для синтезу двох молекул АТФ.
Піруват є вихідною речовиною і для інших типів бродіння, таких спиртове, маслянокисле, пропіоновокисле тощо.
В організмі людини піруват може використовуватись для біосинтезу замінної амінокислоти аланіну шляхом переамінування із глутамату (зворотна реакція до описаної вище переамінування між аланіном та α-кетоглутаратом). У бактерій він бере участь в метаболічних шляхах утворення таких незамінних для людини амінокислот як валін, лейцин, ізолейцин а також лізин.

## Рівень пірувату в крові
У нормі рівень пірувату в крові коливається в межах 0,08—0,16 ммоль/л. Саме по собі збільшення чи зменшення цього значення не є діагностичною ознакою. Зазвичай вимірюють співвідношення між концентрацією лактату та пірувату (Л:П). Значення Л:П > 20 може свідчити про вроджені розлади електронтранспортного ланцюга, циклу Кребса, або нестачі піруваткарбоксилази. Л:П < 10 може бути ознакою дефектності піруватдегдрогеназного комплексу. Також проводять вимірювання Л:П у спинномозковій рідині, як один із тестів для діагностики нейрологічних порушень.